# 大营乡 (岐山县)
大营乡是中国陕西省宝鸡市岐山县下辖的一个乡。

## 行政区划
大营乡下辖以下行政区：
大营村、神务村、玉丹村、南郭村、巩寺村、半个城村、八角庙村